# سیگین

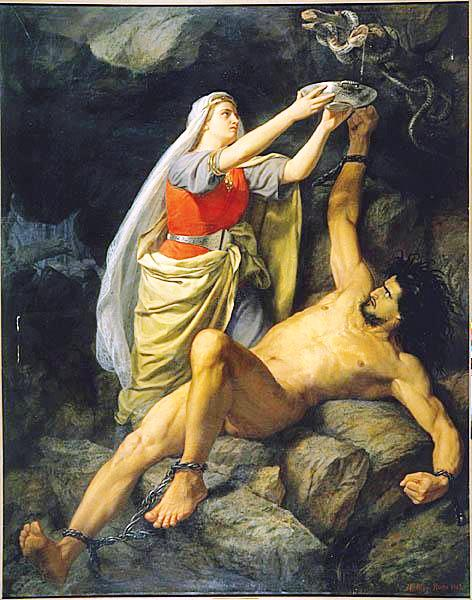
«لوکی و سیگین» اثر مارتین اسکیل وینگ (۱۸۶۳).

سیگین (زبان نورس باستان «(زن) دوست‌دار پیروزی») در اسطوره‌شناسی اسکاندیناوی، ایزدبانوی وفاداری و شفقت، دومین همسر ایزد شرارت لوکی است که از او صاحب دو پسر به نام‌های نارفی و والی شد. او بر طبق شواهد یکی از اعضای آسیر است، اما برخی تفسیرات او را جزوه یکی از ونیر به‌شمار می‌آورند و از والدین او نامی در افسانه‌های باقی‌مانده ذکر نشده است. بر طبق ادای منثور، هنگامی که لوکی توسط خدایان به دلیل نقشی که در مرگ بالدر داشت محکوم و در کوهی به بند کشیده شد، ماری از بالا بر روی سر لوکی زهرش را می‌ریخت، و سیگین روز و شب کاسه به دست در کنار او بود و زهر را جمع می‌کرد تا مانع درد کشیدن همسرش شود. اما زمانی که می‌خواست کاسه زهر را خالی کند، چند قطره زهر بر روی لوکی می‌ریخت، فریادی که لوکی از درد می‌کشید موجب زمین لرزه در میدگارد می‌شد. سیگین تا نبرد نهایی رگناروک در کنار لوکی باقی ماند.

## شواهد

### اِدای منظوم
در بند ۳۵ از شعر ولوسپا در مجموعه‌ ادای منظوم، یک ولوا به اودین می‌گوید که در میان بسیاری چیزهای دیگر، سیگین را می‌بیند که با ناراحتی بسیار به همراه شوهر در بندش، لوکی، زیر «بیشه‌ای از چشمه‌های آب‌گرم» نشسته است. نام سیگین برای دومین (و آخرین) بار در بخش پایانی نثر شعر لوکاسنا ذکر شده است. در این نثر، لوکی به دستور ایزدان توسط روده‌های پسرش نارفی بسته شده است، و پسر دیگرش والی به گرگ تبدیل شده است، و الهه اسکادی ماری سمی را روی صورت لوکی بسته است که از آن زهر می‌چکد. سیگین ظرفی را زیر چکیدن زهر نگه می‌دارد. زمانی که ظرف پر می‌شود و او آن را به منظور خالی نمودن کنار می‌کشد، در این مدت قطره‌ای زهر روی لوکی می‌ریزد و باعث می‌شود او چنان به خود بپیچد که زلزله‌هایی رخ می‌دهد که کل زمین را می‌لرزاند.

### ادای منثور
سیگین در کتاب‌های گیلفاگینینگ و اسکالدزکاپارمال از مجموعهٔ ادای منثور ظاهر می‌شود. در گیلفاگینینگ، سیگین در فصل ۳۱ معرفی می‌شود. در آنجا، او به عنوان همسر لوکی معرفی می‌شود و اینکه آن‌ها پسری به نام «ناری یا نارفی» دارند. نام سیگین یکبار دیگر در فصل ۵۰ از گیلفاگینینگ ذکر شده است، جایی که وقایع به‌طور متفاوتی نسبت به لوکاسنا توصیف شده‌اند. در اینجا، ایزدان لوکی و دو پسرش را اسیر کرده‌اند که نام والی، تنها به عنوان پسر لوکی (نامی از مادرش ذکر نشده است) توصیف شده است، و «ناری یا نارفی»، که قبلاً پسر سیگین و لوکی توصیف شده است، ذکر شده‌اند. والی توسط ایزدان به گرگ تبدیل می‌شود و برادرش «ناری یا نارفی» را تکه‌تکه می‌کند. سپس از اندام‌های داخلی «ناری یا نارفی» برای بستن لوکی به سه سنگ استفاده می‌شود، پس از آن اندام‌ها تبدیل به آهن می‌شوند و اسکادی ماری را در بالای سر لوکی قرار می‌دهد. سیگین خودش را کنار او قرار می‌دهد، و کاسه‌ای را برای جمع‌آوری چکه‌های زهر در بالای سرش می‌گیرد. با این حال، وقتی کاسه پر می‌شود، او می‌رود تا کاسهٔ زهر را خالی کند. بدین سبب لوکی دوباره چنان شدید به خود می‌پیچد که زمین می‌لرزد، و این روند تا زمانی که او آزاد شود تکرار می‌شود و این جرقه‌ای برای آغاز نبرد نهایی رگناروک است.
سیگین در بخش اسکالدزکاپارمال از کتاب ادای منثور به عنوان یک ایزدبانو، یک آسین‌یور معرفی شده است، جایی که خدایان ضیافتی باشکوه برای اگیر مهمان برگزار می‌کنند. اشارهٔ نهایی به سیگین در اسکالدزکاپارمال در فهرست آسین‌یور در فصل ۷۵ از بخش نهایی «Nafnaþulur» آمده است.